# مردی در قفس
مردی در قفس فیلمی به کارگردانی نصرت‌الله وحدت و نویسندگی عزیزالله بهادری محصول سال ۱۳۴۴ است.

## داستان
محسن شبرنگ که جوانی آس‌وپاس و خیابان‌گرد است، با زن ثروتمندی به نام مهین آشنا می‌شود و با او ازدواج می‌کند...

## بازیگران
- نصرت‌الله وحدت
- پوری بنایی
- هوشنگ سارنگ
- مورین
- صفاپور
- سرور رجایی
- علی محمد رجایی
- علی میری
- منصور سپهرنیا
- یوری
- محسن آراسته
- شایسته
- بیتا